# Sundatrigona lieftincki
Sundatrigona lieftincki är en biart som först beskrevs av Sakagami och Inoue 1987.  Sundatrigona lieftincki ingår i släktet Sundatrigona och familjen långtungebin. Inga underarter finns listade i Catalogue of Life.